# Águia Vitória
A Águia Vitória é a mascote do Sport Lisboa e Benfica. Antes da apresentação da equipa em casa, o animal costuma sobrevoar o Estádio da Luz e aterrar sobre o símbolo do clube (sem a águia) completando-o.
Vitória é uma águia-de-cabeça-branca (Haliaeetus leucocephalus), treinada por André Rodrigues e Xavier Costa, treinadores da empresa Volataria que desde abril de 2011 está no Benfica. A Águia Vitória original, cujo treinador era Juan Bernabé, voou na inauguração do Estádio da Luz a 25 de outubro de 2003. Foi apreendida dias depois e libertada em maio de 2006. Entretanto, foi substituída por uma águia semelhante com o mesmo nome.
A Gloriosa é outra águia que voa sobre o estádio, onde as águias realmente vivem. As aves carregam fitas nas cores oficiais do clube (vermelho e branco).